# Temazcal

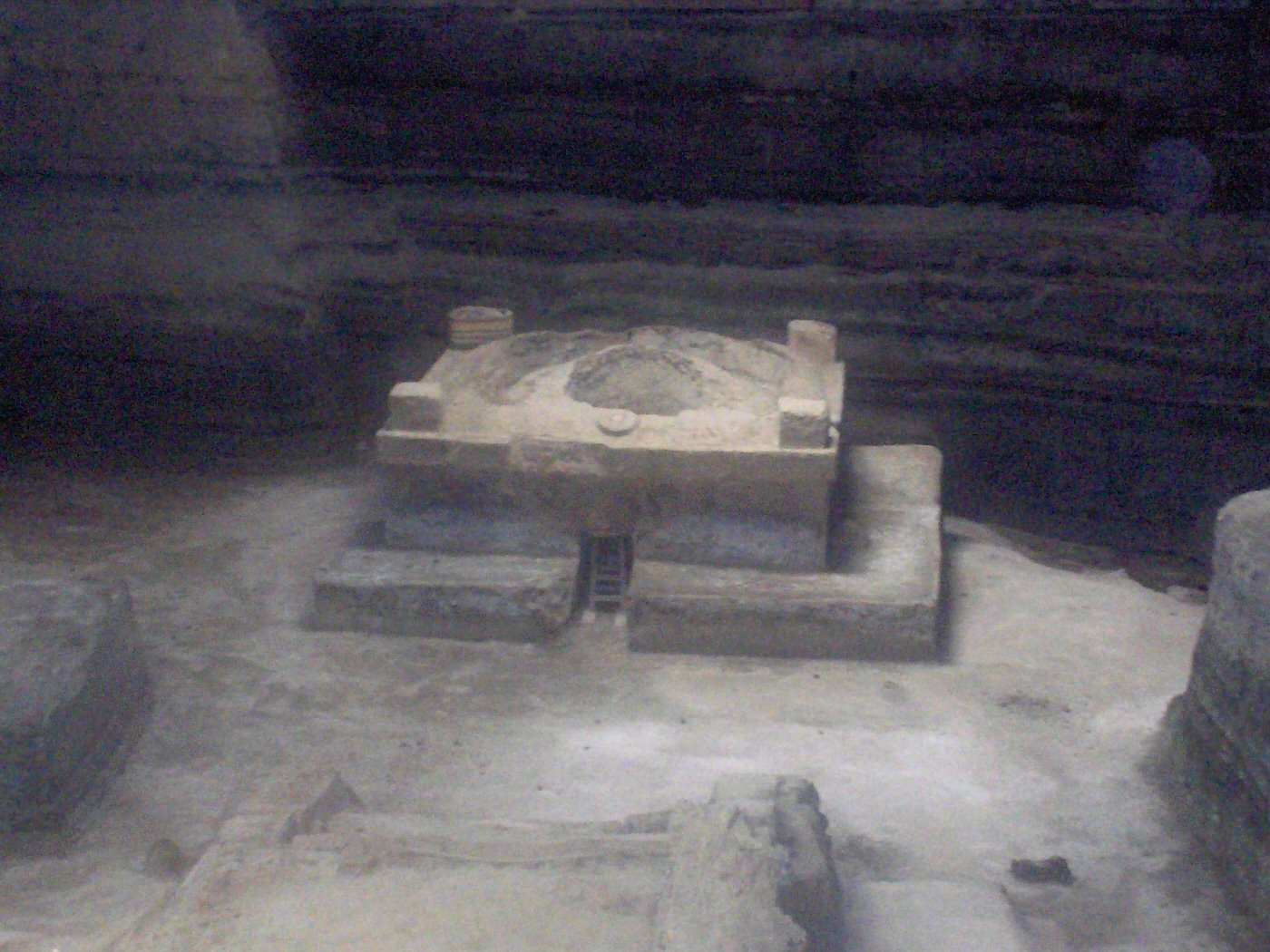
Un temazcal

Un temazcal è un tipo di sauna cerimoniale tipica dei popoli indigeni preispanici della Mesoamerica.

## Descrizione
Il termine temazcal deriva dal nahuatl temazcalli ("casa del vapore"). Nell'antica Mesoamerica veniva usata come parte di una cerimonia curativa con la quale si purificava il corpo in seguito a sforzi quali battaglie o partite di gioco della palla. Era usato anche per curare i malati, migliorandone la salute, e per le donne in procinto di partorire. Viene usato anche oggi tra le culture indigene del Messico e dell'America centrale, per motivi religiosi o sanitari.

## Architettura
I temazcal della Mesoamerica sono solitamente strutture permanenti, a differenza di quanto si può osservare in altre regioni. Viene di solito costruito con rocce vulcaniche e cemento; è una cupola di forma circolare, anche se ne sono stati trovati alcuni rettangolari in certi siti archeologici. Per produrre il calore venivano scaldate rocce vulcaniche, più sicure perché non sarebbero mai esplose a causa delle alte temperature, poi posizionate in un pozzo situato al centro della struttura o nei pressi di un muro.